# Chavelot
Chavelot – miejscowość i gmina we Francji, w regionie Grand Est, w departamencie Wogezy.
Według danych na rok 1990 gminę zamieszkiwało 1620 osób, a gęstość zaludnienia wynosiła 263 osób/km² (wśród 2335 gmin Lotaryngii Chavelot plasuje się na 258. miejscu pod względem liczby ludności, natomiast pod względem powierzchni na miejscu 909.).